# Jani Begue
Jani Begue ou Jani Bei foi o cã da Horda Azul entre 1342 e 1357. Foi assassinado em 1357, provavelmente por seu filho Berdi Begue (r. 1357–1359), que o sucedeu. Ainda teve como filhos Culpa (r. 1359–1360) e Nauruz Begue (r. 1360–1361).